# Viktor Petryk
Viktor Jurijovyč Petryk (in ucraino Віктор Юрійович Петрик?; 29 febbraio 1996) è un lottatore ucraino, specializzato nella lotta greco-romana. Agli europei di Varsavia 2021 ha vinto la medaglia di bronzo nel torneo dei 60 chilogrammi.

## Palmarès
| Anno | Manifestazione | Sede       | Evento | Risultato | Note |
| ---- | -------------- | ---------- | ------ | --------- | ---- |
| 2015 | Europei junior | Salvador   | 55 kg  | 17º       |      |
| 2018 | Europei U23    | Istanbul   | 60 kg  | 5º        |      |
| 2018 | Mondiali U23   | Bucarest   | 60 kg  | 18º       |      |
| 2019 | Mondiali       | Nur-Sultan | 55 kg  | 13º       |      |
| 2021 | Europei        | Varsavia   | 60 kg  | Bronzo    |      |

## Altre competizioni internazionali
2020
- 15º nei 60 kg nella Coppa del mondo individuale ( Belgrado)